# 杉並区立荻窪中学校
杉並区立荻窪中学校（すぎなみくりつ おぎくぼちゅうがっこう）は、東京都杉並区善福寺に存在する公立中学校。

## 概要
1947年に設立。東京都立荻窪高等学校校舎を一部借用。1949年2月に杉並区井荻2-88に新校舎を竣工し、同年4月に移転する。
校舎とプールの間に善福寺川があり、水泳の時間は、橋を渡って移動する。
また、教育目標に『自立力・社会力』を掲げており、自ら人や社会に積極的に関わるため「社会に貢献できる心身ともに健全な人間」の育成を目指す。

## 沿革
- 1947年（昭和22年 4月） - 杉並区立荻窪中学校として設置。東京都立荻窪高等学校に開設される。
- 1949年（昭和24年 2月） - 東京都杉並区井荻2-88に新校舎竣工(10教室)
- 1949年（昭和24年 4月） - 新校舎に移転・増築校舎竣工
- 1952年（昭和27年 9月） - 運動場整備およびスタンド建設工事完了
- 1957年（昭和32年 9月） - プール(25ｍ）竣工
- 1963年（昭和38年 1月） - 体育館竣工
- 1964年（昭和39年 9月） - 住居表示変更に伴い東京都杉並区善福寺1-8-3と変更
- 1967年（昭和42年 3月） - 鉄筋校舎竣工
- 1970年（昭和45年12月） - 体育館ステージ増築工事竣工
- 1975年（昭和50年 4月） - 鉄筋校舎増築工事竣工
- 1979年（昭和54年 2月） - 体育館付属倉庫竣工
- 1991年（平成3年 4月） - 給食調理室改修工事完了
- 1997年（平成9年11月） -創立50周年記念式典挙行
- 2003年（平成15年 9月） -コンピューター室改修工事完了
- 2004年（平成16年 9月） - 校舎耐震工事
- 2007年（平成19年10月） - 学校支援本部設立(第1回設立会議)
- 2009年（平成21年11月） - 第1回学校運営協議会開催(地域運営学校となる)
- 2011年（平成23年 6月） - 普通教室エアコン設置工事完了
- 2013年（平成25年 4月） - 女子標準服変更
- 2013年（平成25年 8月） - 校庭防球ネット工事完了
- 2016年（平成28年 2月） - 研究指定校発表会
- 2016年（平成28年 3月） - 言語発表会
- 2017年（平成29年 9月） - 校庭照明(LED)取替工事完了
- 2018年（平成30年 8月） - 特別支援教室設置工事
- 2018年（平成30年11月） - 創立70周年記念式典挙行
- 2019年（令和元年 8月） - 美術室エアコン設置工事完了
- 2020年（令和 2年 2月） - 体育館エアコン設置工事完了

## 学区域
- 西荻北
- 善福寺

## 部活
- サッカー部
- ソフトテニス部（男子・女子）
- バスケットボール部（男子・女子）
- バレーボール部（女子）
- 野球部
- 吹奏楽部
- 軽音楽部
- 美術部
- 英語部
- 茶道部
- パンつくり部

## 学校付近のようす
- 善福寺川 隣接している1級河川
- 西荻窪駅 JR中央線の最寄り駅。
- 井草八幡宮 近所にあり都内でも有数の広大な社叢を誇る八幡宮
- 善福寺公園 善福寺池を中心に、遊具・遊歩道が整備された市民の憩いの場である都立公園
- 杉並区立井荻小学校 学区内で最も多くの生徒が荻窪中学校に進学する小学校。